# Ene Mihkelson
Ene Mihkelson (Tammeküla, 1944. október 21. – Tartu, 2017. szeptember 20.) észt költő, regényíró.

## Művei
Verseskötetek
- Selle talve laused (1978)
- Ring ja nelinurk (1979)
- Algolekud (1980)
- Tuhased tiivad (982)
- Igiliikuja (1985)
- Tulek on su saatus (1987)
- Elujoonis (1989)
- Võimalus õunast loobuda (1990)
- Hüüdja hääl. Luuletusi 1988–1991 (1993)
- Pidevus neelab üht nuga (1997)
- Kaalud ei kõnele: valitud luuletusi 1967–97 (2000)
- Uroboros (2004)
- Torn (2010)

Prózai művek
- Matsi põhi (1983)
- Korter (1985)
- Nime vaev (1994)
- Surma sünnipäev. Novelle ja laaste (1996)
- Ahasveeruse uni (2001)
- Katkuhaud (2007)

## Magyarul
- Lassan eltűnök én is. Versek; vál., ford., utószót Jávorszky Béla; Magyar Napló, Bp., 2018

## Díjai, elismerései
- Herder-díj (2006)